# لوحة مفاتيح كهربائية

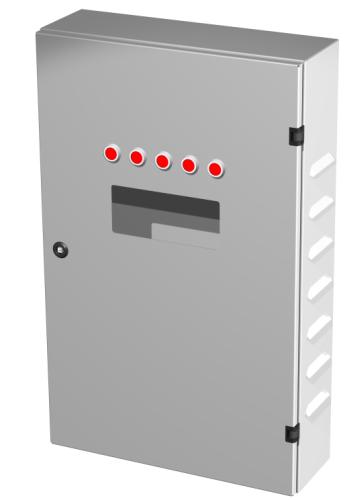
لوحة مفاتيح كهربائية

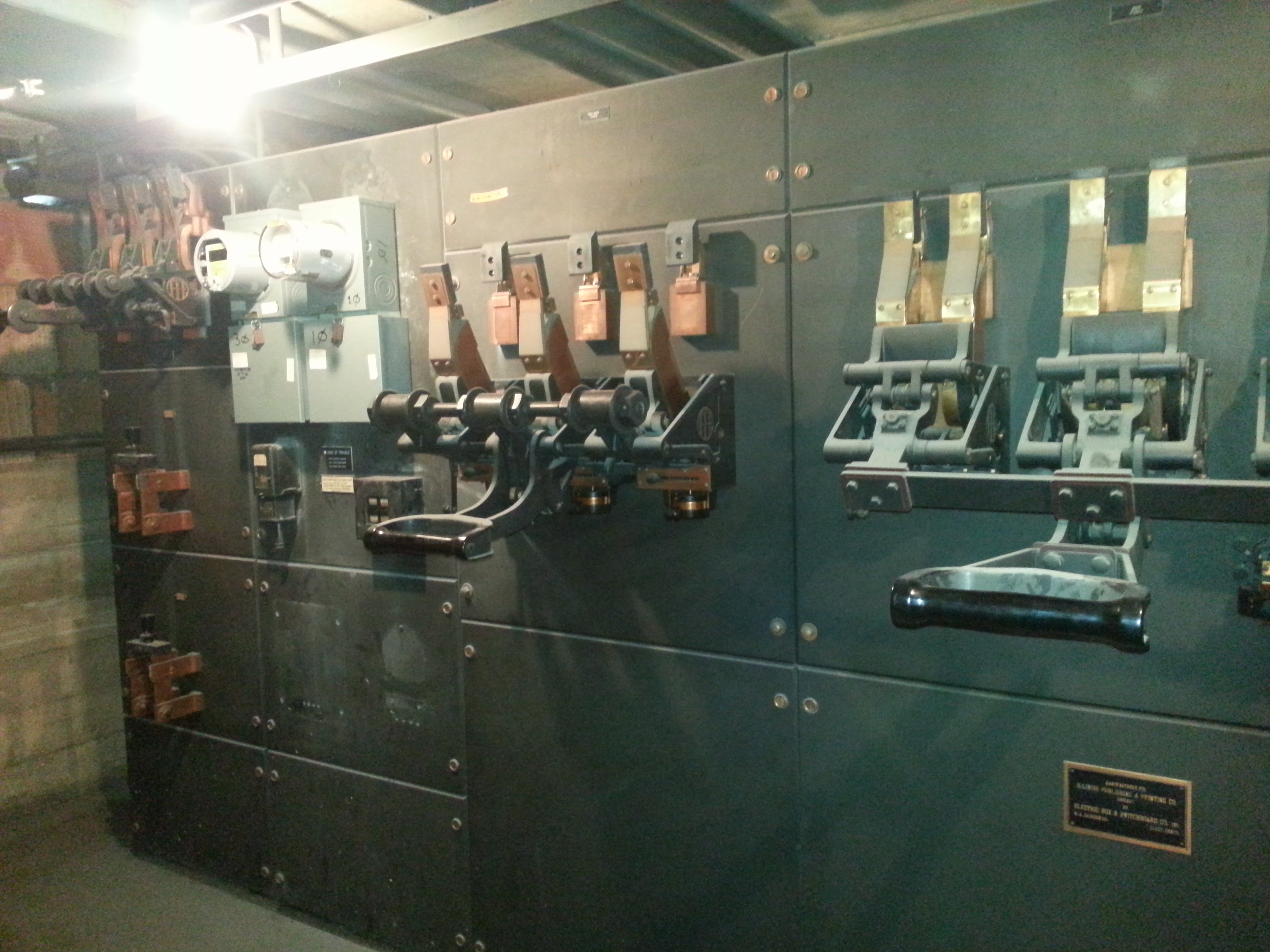
لوحة مفاتيح كهربائية قديمة، في إحدى مصانع الولايات المتحدة في عام 2014. تتميز بوجود مفاتيح السكينة للتحكم.

لوحة التبديل الكهربائية أو لوحة مفاتيح كهربائية هو جهاز يوجه الكهرباء من مصدر أو أكثر إلى عدة مناطق أصغر للاستخدام. تحتوي كل لوحة على العديد من المفاتيح التي تسمح بإعادة توجيه الكهرباء.

## التعريف
يعرّف الكود الكهربائي القومي الأمريكي (NEC) لوحة المفاتيح بأنها «لوحة مفردة كبيرة، محاطة بإطار للحماية، تحتوي على أجهزة التوصيل والحماية الكهربية كالمفاتيح، الكونتاكتورات، المرحلات، الفيوزات وأجهزة قياس التيار، الجهد والتردد».
الغرض من اللوحة هو تقسيم التيار القادم من المحولات إلى لوحات أقل ذات تيار أصغر صالح للتوزيع والتحكم قبل أن تصل إلى الأنظمة الفردية.

## المكونات
يوجد داخل اللوحة قضيب توصيل (بسبار) أو أكثر، مكون من النحاس أو الألومنيوم بمساحات مقطع معينة على حسب تيار الحمل. بالرغم من عدم وجود بند في المواصفات القياسية الكهربائية الأمريكية يجبر المصانع على توفير عازل للقضبان العارية إلا أن العديد من الأنواع تصنع الآن بغطاء عازل بحيث تكون نقاط الاتصال هي نقاط المكشوفة فقط.
ينص الكود العالمي على توفير حماية من الصعق الكهربائي. وتوفير سبل للتحكم في التردد والطاقة. يشترط ان تكون الطاقة الداخلة مساوية دائما للطاقة الخارجة.

## الإطار
يشترط أن تكون المفاتيح الصناعية مغلقة وميتة، حتى لا يتم الوصول إلى الأجزاء النشطة عند إغلاق الأغطية والألواح. يوجد على الإطار الخارجي للوحة لمبات بيان وأجهزة قياس توضح قيم الجهد، التيار والتردد.
اللوحة المعدنية مؤرضة لحماية الأفراد من التيار الهارب. تختلف حجم الألواح على حسب عدد المفاتيح بها، فتوجد لوحات كبيرة مثبتة على الأرض أو أصغر حجم ومثبتة على الحائط.

## وصلات خارجية
- لوحة مفاتيح كهربائية.
- لوحة مفاتيح كهربائية تعمل باللمس.